# 尚久

尚 久（しょう きゅう、嘉靖39年10月18日 (1560年11月15日) - 泰昌1年3月15日（1620年4月17日））は琉球第二尚氏王統5代尚元王の三男。大和名は、金武王子朝公。向氏金武御殿の元祖。
童名を真三郎金といい、金武間切を領し金武王子朝公を称した。子の尚豊が8代王になると、王の父たるをもって王号を追贈された。
父王：尚元のあとを襲ったのが兄の尚永であったが、尚永には男子がなかった。万暦16年11月25日(1589年1月11日)に兄王が薨ずると、その後継に推されたがこれを固辞し、甥にあたる尚寧を推し、尚寧が7代王に即位した。
1616年に四男：尚豊・佐敷王子朝昌が国質として薩摩藩へ上国することになると、子が無事に努めを果たし帰国することができれば、御堂を建立すると観音大士に願をかけた。すると本来は十年という期間の国質であったのが、尚豊が摂政に任じられたため、その年の冬に帰国することがゆるされた。
そこで1618年に尚久は首里の萬歳嶺という丘（高台）に観音堂を建てたが、これが現在の那覇市首里山川町にある首里観音堂の建立由来である。
歴代王が眠る墓所、玉陵に葬られた。

## 系譜
父：尚元王の三男として生まれる（母は梅嶺）。長兄：尚康伯・久米具志川王子朝通が庶子であったため、王位は次兄：尚永が継いだ。兄王が薨ずると、その実子がなかったため、姉：首里大君按司加那志と尚懿・与那城王子朝賢との子：尚寧が王位を継いだ。
一妃二妻があり九男五女をもうけるが、長男、次男、三男、六男は早世した。残った四男：尚豊は、はじめ佐敷王子朝昌を称し摂政となるが、のち王位を継ぎ8代王となり、五男：尚盛・金武王子朝貞が尚久の家統を継いだ。七男：尚亨・具志川王子朝盈は尚久の長兄：尚康伯・久米具志川王子朝通に嗣子がなかったためその養子となり、八男・朝房は金氏へ養子に入り金是宝・具志頭親方朝房を称した。
- 父：尚元　（第二尚氏王統5代王）
- 母（夫人）：真鍋樽金・前東之按司　（号は梅嶺。父は毛龍唫・新城親方安基）
- 妃：思戸金・金武大按司志良礼（号は一鏡。父は寵良璧・上間親方長胤）
  - 長男：尚憲・勝連王子朝利　（早世）
  - 長女：真鍋樽金・島尻佐司笠按司加那志　（玉城御殿二世・東風平按司朝易に嫁ぐ）
  - 次女：思武太金・宇志掛按司加那志　（玉川御殿四世・読谷山按司朝冝に嫁ぐ）
  - 次男：尚寛・真世仁樽王子朝致　（早世）
  - 三男：尚定・具志川王子朝理　（早世）
  - 四男：尚豊　（第二尚氏王統8代国王）
  - 三女：思戸金・首里佐司笠按司加那志　（毛泰運・豊見城親方盛良に嫁ぐ）
  - 四女：真銭金・島尻佐司笠按司加那志　（向邦鼎・豊見城按司朝行に嫁ぐ）
  - 五男：尚盛・金武王子朝貞　（金武御殿二世。のち摂政）
  - 六男：尚漚・金武王子朝敦　（早世）
- 妻：真嘉戸樽　（父は豊見城間切西原村の平良掟）
  - 七男：尚享・久米具志川王子朝盈　（護得久御殿一世・久米具志川王子朝通の嗣子となる。のち摂政）
  - 八男：金是宝・具志頭親方朝房　（金応照・具志頭親方安之の嗣子となる）
- 妻：真鍋樽・内間阿摩衆武志良礼　（父は美里間切大里村の中村渠掟親雲上）
  - 五女：真宇志金・花城按司加那志　（向氏浦添親方朝守に嫁ぐ）
  - 九男：向全矩・内間親方朝目　（向氏山城家元祖）

## 経歴（月日は旧暦）
- 1560年（嘉靖39）10月18日　生まれる。
- 1564年（嘉靖43）閏2月12日　金武間切総地頭となる（→金武王子朝公）。
- 1577年（万暦5）　長男：尚憲・勝連王子朝利が生まれる。
- 1580年（万暦8）7月20日　長女：真鍋樽金・島尻佐司笠按司加那志が生まれる。
- 1585年（万暦13）2月22日　次女：思武太金・宇志掛按司加那志が生まれる。
- 1585年-1589年　この間に次男：尚寛・真世仁樽王子朝致が生まれる。
- 1589年（万暦17）　三男：尚定・具志川王子朝理が生まれる。
- 1590年（万暦18）11月13日　四男：尚豊が生まれる。
- 1596年（万暦24）閏8月20日　三女：思戸金・首里佐司笠按司加那志が生まれる。
- 1597年（万暦25）9月30日　四女：真銭金・島尻佐司笠按司加那志が生まれる。
- 1600年（万暦28）3月30日　五男：尚盛・金武王子朝貞が生まれる。
- 1604年（万暦32）　六男：尚漚・金武王子朝敦が生まれる。
- 1610年（万暦38）1月4日　七男：尚享・具志川王子朝盈が生まれる。
- 1610年-1617年　この間に八男：金是宝・具志頭親方朝房が生まれる。
- 1612年（万暦40）3月　尚寧王から御轎を賜る。
- 1613年（万暦41）12月15日　知行高804石となる。
- 1616年（万暦44）11月1日　知行高加増で2000石となる。
  - 四男：尚豊が摂政となる。このとき知行1000石を割かれ、尚豊に給することになる。
- 1617年（万暦45）　五女：真宇志金・花城按司加那志が生まれる。
  - 首里観音堂を創建。
- 1617年-1621年　この間に九男：向全矩・内間親方朝目が生まれる。
- 1620年（泰昌1）3月15日　亡くなる（享年61）。
  - 9月19日　7代尚寧王が薨ずる。
- 1621年（天啓1）　四男：尚豊が践祚し8代王となる。
- 1699年（康熙38）2月7日　王の父たるをもって王号を追贈される。